# Etta James Top Ten
 (mars 2023).
Si vous disposez d'ouvrages ou d'articles de référence ou si vous connaissez des sites web de qualité traitant du thème abordé ici, merci de compléter l'article en donnant les références utiles à sa vérifiabilité et en les liant à la section « Notes et références ».
Albums de Etta James
Etta James Sings for Lovers
(1962) Etta James Rocks the House
(1964)
Etta James Top Ten est un album studio de la chanteuse américaine Etta James sorti en 1963.

## Liste des titres

### Face 1
1. Something's Got a Hold On Me – (Etta James, Leroy Kirkland, Pearl Woods) 2:48
2. My Dearest Darling – (Eddie Bocage, Paul Gayten) 2:45
3. At Last – (Mack Gordon, Harry Warren) 3:00
4. Fool That I Am – (Floyd Hunt) 2:50
5. A Sunday Kind of Love – (Barbara Belle, Anita Leonard, Louis Prima, Stan Rhodes) 3:00

### Face 2
1. Pushover – (Billy Davis, Tony Clarke) 2:48
2. All I Could Do Was Cry – (Davis) 2:35
3. Stop the Wedding – (Freddy Johnson, Kirkland, Woodland) 2:40
4. Trust in Me – (Milton Ager, Jean Schwartz, Ned Wever) 2:55
5. Would It Make Any Difference to You – (Bob Forshee) 2:35

## Classement
| Année | Classement           | Position |
| ----- | -------------------- | -------- |
| 1963  | Billboard Pop Albums | 117      |